# Blood Lad
A Blood Lad (ブラッドラッド; Buraddo Raddo) japán mangasorozat, amelyet Kodama Júki ír és illusztrál. A sorozat Staz, a szürreális Démonvilág egy vámpírja és Fujumi, egy hétköznapi lány történetét követi. Fujumi véletlenül egy portálon keresztül a Démonvilágba kerül, ahol megöli egy húsevő növény és szellemmé változik. Staz felelősséget vállal a lány iránt és segít neki visszaszerezni az életét.
A mangát a Young Ace mangamagazin publikálja 2009. szeptember 4-e óta, az egyes fejezeteket tankóbon kötetekbe is összegyűjtötték, 2010. májusa és 2013. júliusa között kilenc kötet jelent meg a Kadokawa Shoten kiadásában. A manga angol nyelvű kiadásának jogát a Yen Press szerezte meg.
A mangából egy tízrészes animeadaptáció is készült a Brain’s Base gyártásában, amelyet 2013. július 7-e és 2013. szeptember 8-a között vetített a Tokyo MX, a BS11, a tvk és a Sun TV. Az anime online vetítési és házi videó forgalmazási jogait a Viz Media szerezte meg. A Neon Alley szintén vetíti online. 2013. december 10-én egy OVA-epizód is megjelent szintén a Brain’s Base gyártásában.

## Cselekmény
A Blood Lad Blood Charlie Staz, a szürreális Démonvilág egy otaku vámpírja és Jagani Fujumi, egy hétköznapi lány történetét követi. A manga- és animerajongó Staz, a Keleti Démonvilág bandavezére tengeti napjait, amikor Fujumi véletlenül egy portálon keresztül az ő területén köt ki. Staz befogadja a lányt, mivel most lát először embert, de később megöli egy húsevő növény és szellemmé változik. Staz felelősséget vállal a lány iránt és segít neki visszaszerezni az életét. Fujumi elmondja, hogy egy portálon keresztül jutott ide, amin fekete függöny van és el is vezeti oda Stazt. Később találkoznak Hydra Bellel, aki elárulja, hogy övé a portál, de valaki ellopta tőle és a tolvaj irányítása alatt áll. Bell egy keret segítségével tudja manipulálni a teret egy pillanat alatt. Bell azt is elárulja, hogy az Ember Feltámasztásának Könyve Wolfnál, a Nyugati Démonvilág bandavezérénél van.
Staz, Fujumi és Mamedzsiró a Hatomune Transzporttal Nyugatra mennek, azonban Wolf sem tudja, hogy hol van a keresett könyv, ezért fogadást köt vele Staz: egy bowling meccsre hívja ki, ha veszít, segít megkeresni a könyvet, ha nyer övé Fujumi. A bowling meccs helyszínét azonban Bell kicseréli egy boxmeccsre, amit meg is szakít mindkét felet vesztesnek nyilvánítva. Bell végül felfedi, hogy mindvégig nála volt a könyv és odaadja Staznek. A könyvet viszont titkosírással írták és csak szerzője, Blood D. Braz tudja olvasni, aki Staz bátyja és a Démonvilág Akropoliszán él. Staznek még gyerekkorában bátyja elzárta erejét és el kellett menekülnie az akropoliszról, ezért utálatot érez iránta és nem kíván vele találkozni. Fujumi teste kezd eltűnni, ezért Wolf a Démonvilág őrült tudósához, Dr. Frankensteinhez viszi. Ezalatt Bell ráveszi Stazt és elteleportálja az akropolisz kapujáig, ahol megtámadja húga, Blood T. Liz mivel a család szégyenének tekinti, és a démonvilág börtönébe juttatja.
Itt Stazt meglátogatja bátyja és kiderül, hogy Liz valóban haragszik rá, mivel magányos, mióta elszökött. Braz Fujumi feltámasztásáért cserébe azt kéri Staztól, hogy pusztítsa el Frankenstein mesterséges démonait, köztük Akimot, mivel létezésük veszélyezteti a démon fajt, mialatt Frankenstein ugyanezt kéri Wolftól. Először Wolf száll harcba Akimmal, majd mire szinte minden varázsereje elfogy, megérkezik Staz. Braz még a börtönben eltávolította Staz szívéből az erejét korlátozó golyót, így teljes erejét használva győzi le Akimot, akinek testét elzárják. Braz elkezdi Fujumi kezelését, közben Liz és Fujumi összebarátkoznak, azonban nem sokkal később Fujumit elrabolják. Staz visszaküldi Lizt az akropoliszra, hogy a bátyja segítségét kérje, azonban Lizt és Brazt is letartóztatják és az Apafarkashoz, a Démonvilág jelenlegi királyához, szüleik gyilkosához viszik.
Közben kiderül, hogy a rabló Bell öccse, Hydra Knell. Bell – miután egy párbajban ismét alul maradt Stazzal szemben – bemutatja Stazt a családjának, ahol kiderül, hogy Bell és Fujumi anyja hasonmások az emberi és a démoni világból, majd összeolvadásuk után Neyl testesíti meg mindkettőjüket, és Neyl raboltatta el Fujumit, hogy láthassa. Ezalatt Braz összetűzésbe kerül az Apafarkassal, akivel közli, hogy tud a trónjára egy érdemesebb személyt, az Apafarkas pedig három nap ultimátumot ad neki, hogy odahozza elé ezt a személyt. Ezután Braz elmenekül. Heads Hydra, Bell és Knell apja kötelezi Stazt, hogy csak Fujumi akarata szerint cselekedhet, ezért Staz kérdőre vonja Fujumit, hogy valóban fel akar-e támadni és visszamenni az emberi világba. Fujumi úgy véli, hogy elsősorban apjának szüksége van rá, így igennel válaszol. Ezalatt Frankenstein és Braz Akim testéből felélesztik a Blood testvérek halott apját, a Démonvilág korábbi királyát.

## Médiamegjelenések

### Manga
A mangát Kodama Júki írja és illusztrálja és a Young Ace mangamagazin publikálja 2009. szeptember 4-e óta. Az egyes fejezeteket tankóbon kötetekbe is összegyűjtötték és 2010. májusa és 2013. júliusa között kilenc kötet jelent meg a Kadokawa Shoten kiadásában. A manga angol nyelvű kiadásának jogát a Yen Press szerezte meg.

#### Kötetek
| #  | Kiadás dátuma       | Szereplők a borítón                                             | ISBN                   |
| -- | ------------------- | --------------------------------------------------------------- | ---------------------- |
| 1. | 2010. április 28.   | Blood Charlie Staz, Mimic Yoshida, Wolf, Deku, Mamedzsiró, Saty | ISBN 978-4-04-715433-9 |
| 2. | 2010. július 31.    | Wolf, Blood Charlie Staz                                        | ISBN 978-4-04-715496-4 |
| 3. | 2011. február 2.    | Blood Charlie Staz, Blood D. Braz                               | ISBN 978-4-04-715621-0 |
| 4. | 2011. június 2.     | Hydra Bell, Janagi Fujumi, Blood Charlie Staz, Mamedzsiró       | ISBN 978-4-04-715714-9 |
| 5. | 2011. december 1.   | Blood T. Liz                                                    | ISBN 978-4-04-120015-5 |
| 6. | 2012. május 31.     | Goyle, Beros                                                    | ISBN 978-4-04-120285-2 |
| 7. | 2012. augusztus 31. | Blood Charlie Staz, Siam Kid, Roi, Samu, Jasmine, Rasodo        | ISBN 978-4-04-120412-2 |
| 8. | 2013. április 2.    | Blood Charlie Staz, Wolf-Daddy, Janagi Fujumi                   | ISBN 978-4-04-120700-0 |
| 9. | 2013. július 2.     | Blood Charlie Staz, Father Blood, Blood D. Braz, Blood T. Liz   | ISBN 978-4-04-120733-8 |

### Anime
A mangából egy tízrészes animeadaptáció is készült a Brain’s Base gyártásában, Miva Sigejuki rendezésében, Konuta Takesi forgatókönyve alapján, Fudzsiszaki Kendzsi szereplőterveivel és Hajasi Júki zeneszerzésével. A sorozat 2013. július 7-én debütált a tvk csatornán és nem sokkal később a Tokyo MX, a BS11, és a Sun TV is műsorra tűzte, majd 2013. szeptember 8-án fejeződött be. Az anime online vetítési és házi videó forgalmazási jogait a Viz Media szerezte meg. A Neon Alley szintén vetíti online. Az anime nyitódala a ViViD May’n előadásában, záródala a Bloody Holic Nanri Júkától. 2013. december 10-én egy OVA-epizód is meg fog jelenni szintén a Brain’s Base gyártásában.

#### Epizódlista
| #   | Epizód címe | Első japán sugárzás |
| --- | --- | ------------------- |
| 1   | Ő most már egy csontváz Honedesita. (骨でした。; Hepburn: Honedeshita.)                                                       | 2013. július 7.     |
| 2   | Hazatérés, de nem igazán Tadaima va ivanai (ただいまは言わない; Hepburn: Tadaima wa iwanai)                                   | 2013. július 14.    |
| 3   | Mindvégig megvolt neked Mottendzsan (持ってんじゃん; Hepburn: Mottenjan)                                                      | 2013. július 21.    |
| 4   | Irány a Démonvilág Fellegvára Dendó Makai e (殿堂魔界へ; Hepburn: Dendō Makai e)                                              | 2013. július 28.    |
| 5   | Azonosítatlan démoni tárgy Mikakunin madzsin buttai (未確認魔人物体; Hepburn: Mikakunin majin buttai)                         | 2013. augusztus 4.  |
| 6   | Ez barátság Szore ga dacsi (それがダチ; Hepburn: Sore ga dachi)                                                               | 2013. augusztus 11. |
| 7   | Liz, először Hadzsimete no Liz (はじめてのリズ; Hadzsimete no Rizu; Hepburn: Hajimete no Rizu)                                | 2013. augusztus 18. |
| 8   | Kettő egy kincs Futari va treasure (ふたりはトレジャー; Futari va toredzsá; Hepburn: Futari wa torejā)                        | 2013. augusztus 25. |
| 9   | A szemüveg bűnei Megane no cumi (メガネの罪; Hepburn: Megane no tsumi)                                                        | 2013. szeptember 1. |
| 10  | A sötét hős felemelkedése The Dark Hero Rises (ダークヒーロー・ライジング; Dáku híró raidzsingu; Hepburn: Dāku hīrō raijingu) | 2013. szeptember 8. |
| OVA | Nem vagyok macska Vagahai va nekode va nai (我輩は猫ではない; Hepburn: Wagahai wa nekode wa nai)                              | 2013. december      |

## Fogadtatás
Spick Mich a Blood Lad manga német kiadásáról szóló kritikájában írta, hogy a manga rajzstílusa alkalmanként a Soul Eaterre emlékeztette és hozzáfűzte, hogy az akció és horror rajongói szeretni fogják a sorozatot.

## Fordítás
Ez a szócikk részben vagy egészben  a   Blood Lad című angol Wikipédia-szócikk ezen változatának fordításán alapul.  Az eredeti cikk szerkesztőit annak laptörténete sorolja fel. Ez a jelzés csupán a megfogalmazás eredetét és a szerzői jogokat jelzi, nem szolgál a cikkben szereplő információk forrásmegjelöléseként.